# Ozernoïe
Ozernoïe (en russe : Озёрное, prononcer : « Aziornoïé », du mot Озёр signifiant « lac ») est un village du Kazakhstan-Septentrional appartenant au raïon de Taïyncha et à l'arrondissement rural de Krasnopoliana. Il comptait 511 habitants en 2009. C'est un haut-lieu du catholicisme et centre de pèlerinage marial du Kazakhstan.

## Histoire

### Immigration polonaise
En pleine époque de répression stalinienne en 1936, des Polonais formant une minorité importante de Volhynie (république socialiste soviétique d'Ukraine) sont déportés dans les environs (ainsi qu'à Taïyncha). Ils construisent des baraquements pour leurs familles où ils sont assignés en résidence forcée. Souffrant souvent de faim dans ces steppes inhospitalières au climat continental extrême, ils remarquent un jour que de petits torrents d'eau commencent à former un lac au sortir de l'hiver. Une première pêche est organisée le 25 mars 1941, jour de la fête de l'Annonciation, et de nombreux poissons sont attrapés. 
Les paysans considèrent qu'il s'agit d'un miracle et pendant toute la guerre, ils peuvent manger à leur faim. Après la mort de Staline en 1953, leur régime de surveillance s'adoucit et en 1956 leur relégation est levée. Quelques rares prêtres arrivent à réunir en cachette des groupes de fidèles pour les catéchiser ou leur donner les sacrements dans d'autres villes ou villages du nord du Kazakhstan, au péril de leur liberté. Certains sont arrêtés par les autorités communistes.

### Paroisse catholique
En 1990, une paroisse catholique est créée et officiellement enregistrée. Les travaux de construction d'une église débutent en mai. Son premier curé est Tomasz Peta (futur archevêque d'Astana), arrivé de Pologne. Quelques mois plus tard, c'est la dislocation de l'URSS et l'indépendance du nouveau Kazakhstan. Le cardinal Glemp, primat de Pologne, vient bénir l'église le 9 août 1992 et sa consécration a lieu le 27 juin 1993 par Jan Pawel Lenta, administrateur apostolique du Kazakhstan. Elle est vouée à Notre-Dame de la Paix, Regina Pacis (une des invocations des litanies de la Vierge-Marie). 
Deux ans plus tard, Notre-Dame de la Paix est choisie comme patronne protectrice du Kazakhstan et de l'Asie centrale. Le 24 juin 1997, une statue de Notre-Dame avec des poissons est inaugurée et placée, en remerciement des pêches des années 1940-1950, sur un monticule près de l'ancien lac asséché depuis les années 1950. Elle avait été spécialement bénie par Jean-Paul II. Le 28 juin 1998. Jan Pawel Lenta bénit une croix haute de douze mètres placée sur un autre monticule, en mémoire des victimes des répressions et déportations. Entre le 24 et le 27 juillet 1999, les reliques de sainte Thérèse de l'Enfant-Jésus font une halte à Ozernoïe avant d'être transportées à Astana pour la vénération des fidèles.

### Pèlerinage marial
Le lieu devient un endroit de pèlerinage de fidèles venus de tous les régions du Kazakhstan et du sud de la Sibérie, surtout au moment de sa fête (dimanche autour du 25 juillet). Des assemblées de mouvements la jeunesse y ont lieu régulièrement. Des religieuses de la congrégation des Servantes de l'Immaculée Conception, fondées par le bienheureux Edmund Bojanowski (1814-1871), s'occupent aussi depuis 1994 de l'accueil et de la catéchèse, ainsi que de soins aux malades. Deux bénédictins missionnaires suisses originaires de l'abbaye du Mont-Saint-Othmar d'Uznach (St. Otmarsberg, dédiée à Othmar) se sont installés ici en 2006. Un groupe de carmélites d'origine polonaise, russe et biélorusse a fondé une communauté contemplative en 2007. Leur couvent est béni en 2013.

### Sanctuaire national
En juillet 2011, Ozernoïe est déclaré être un sanctuaire national et lieu de mémoire des victimes de la répression communiste. Tous les étés, un rassemblement de la jeunesse catholique du Kazakhstan y est organisé à l’initiative de la communauté des Béatitudes. En août 2013, se sont ajoutées des délégations venues de l’étranger. La Conférence des évêques catholiques du Kazakhstan (en), qui l’avait nommé sanctuaire national, a cependant été dissoute à la création en avril 2022 de la Conférence des évêques catholiques d’Asie centrale ; il faudra donc une réévaluation des statuts par la nouvelle conférence.